# Martin XB-51
Il Martin XB-51 è stato un aereo da attacco al suolo trireattore statunitense. Fu progettato nel 1945 e fece il suo primo volo nel 1949. È stato originariamente progettato come bombardiere per le forze aeree dell'esercito degli Stati Uniti sotto la specifica V-8237-1 ed è stato designato XA-45. La denominazione "A" relativa ad aerei destinati all'attacco al suolo fu eliminata l'anno successivo e fu quindi assegnata la designazione XB-51. Il requisito era il bombardamento a bassa quota ed il supporto tattico. L'XB-51 perse il concorso contro l'English Electric Canberra che, costruito dalla stessa Martin, entrò in servizio come Martin B-57 Canberra.

## Progetto e sviluppo

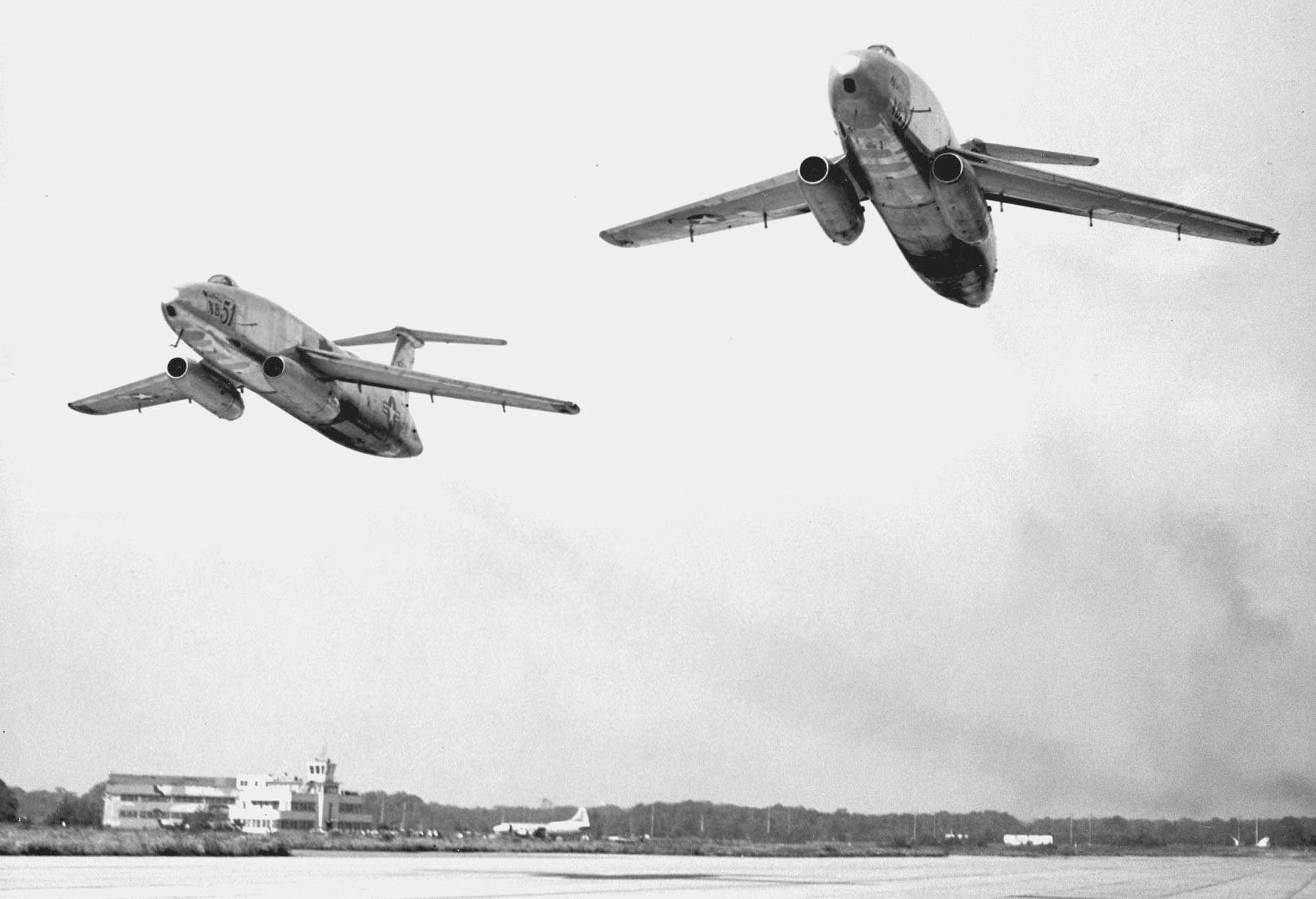
I due prototipi del Martin XB-51, fotografati durante un passaggio ad alta velocità in asse pista

Questo progetto non ortodosso, che volò per la prima volta il 28 ottobre 1949, era equipaggiato con tre motori General Electric J47 - un numero insolito per un aereo da combattimento - due sotto la fusoliera anteriore in gondole esterne, ed uno all'estremità della coda con la presa d'aria alla base della deriva caudale. Le innovative ali ad incidenza variabile, con angolo di freccia di 35° e con anedro di 6°, erano dotate di slats sul bordo d'attacco e flaps per tutta l'estensione. il controllo del rollio era affidato soprattutto agli spoiler, mentre degli alettoni sottodimensionati fornivano la sensibilità al pilota. La combinazione di incidenza variabile e flaps a fessura consentiva una corsa di decollo più breve. Inoltre era possibile installare quattro elementi RATO ( Rocket-Assisted Take Off ) da 433 kgf di spinta (4,24 kN) con una durata di combustione di 14 secondi per migliorare ulteriormente le prestazioni di decollo. I lanci spettacolari furono una caratteristica dei successivi voli di prova.

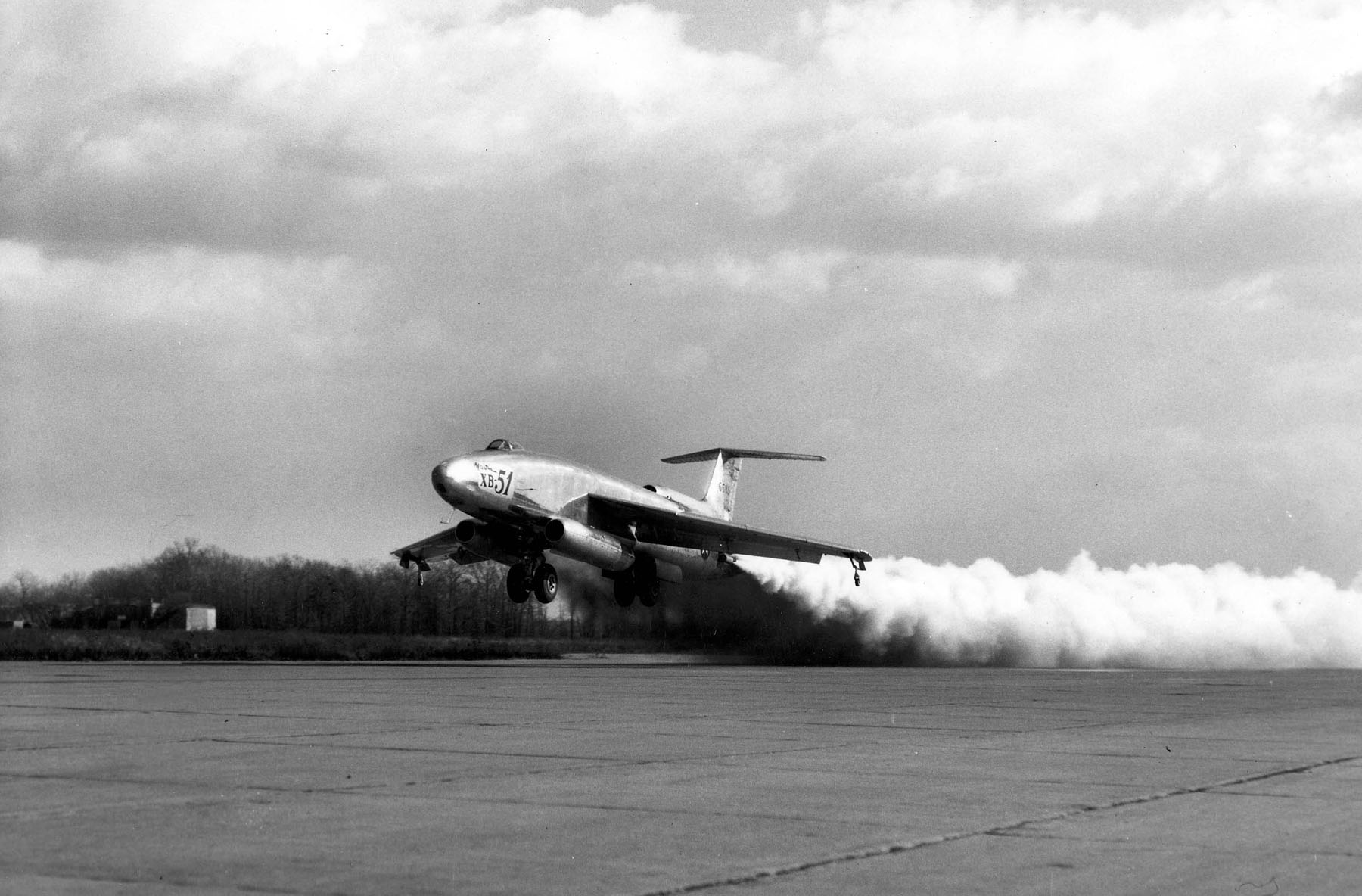
Test di decollo con elementi RATO installati

Il carrello di atterraggio principale consisteva in due gambe di forza principali a ruote doppie posti in tandem in fusoliera, similmente al Boeing B-47 Stratojet, con ruote stabilizzatrici all'estremità delle ali (un dimostratore volante è stato ricavato inizialmente da un Martin B-26 Marauder modificato chiamato "Middle River Stump Jumper"  ).
L'XB-51 era un velivolo di grandi dimensioni ma aerodinamicamente "pulito" che incorporava internamente quasi tutti i principali sistemi. L'aereo era dotato di un vano bombe rotante, un brevetto Martin; le bombe potevano essere trasportate anche esternamente fino a un carico massimo di 10.400 libbre (4.700 kg), sebbene la specifica di progetto richiedesse un carico di bombe di 4.000 libbre (1.814 kg).
Negli aerei di serie si prevedeva di installare otto cannoncini da 20 mm cannone montati nel muso.
L'equipaggio era composto da un pilota posto in posizione rialzata, sotto un canopy a bolla di tipo "caccia" ed un operatore/navigatore del sistema di navigazione e bombardamento a corto raggio (SHORAN) alloggiato in uno scompartimento situato più in basso e sul retro della cabina di pilotaggio (questa postazione era fornita solo una piccola finestra di osservazione) . Entrambe le postazioni erano pressurizzate e climatizzate, dotate di sedili eiettabili che venivano espulsi verso l'alto.  L'XB-51 è stato il primo aereo Martin dotato di seggiolini eiettabili, di progettazione interna.

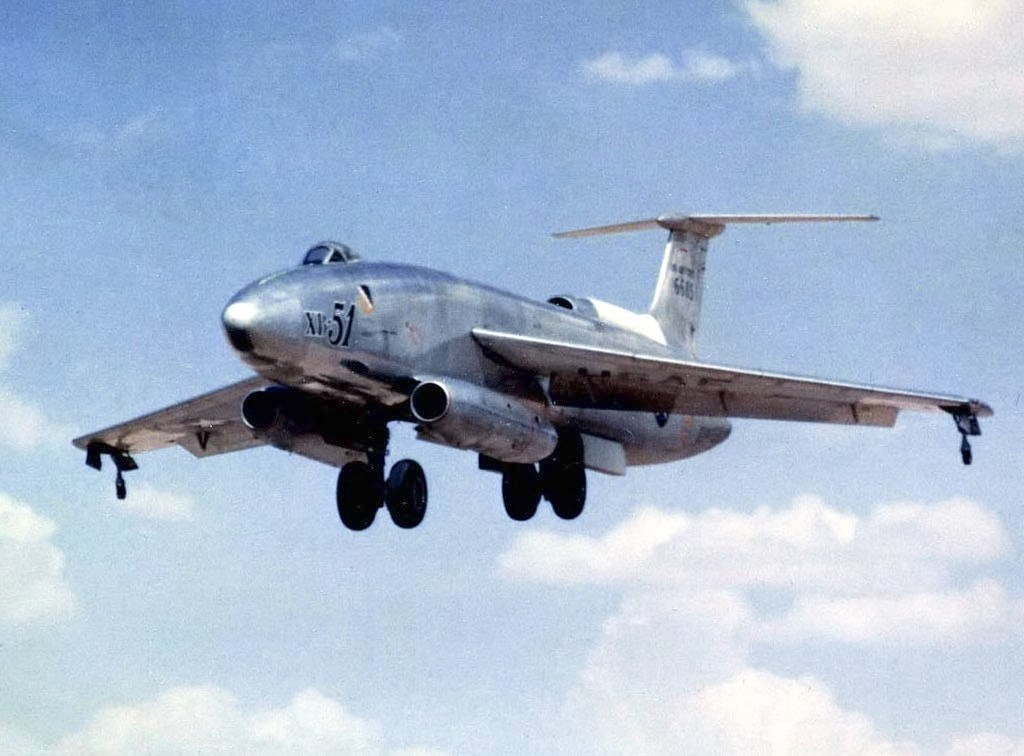
lo XB-51 S.No.46-685 in avvicinamento

Nel 1950, l'aeronautica degli Stati Uniti emise un nuovo requisito basato sull'esperienze maturate nella prima fase della guerra di Corea per un incursore / bombardiere notturno destinato a sostituire il Douglas A-26 Invader . L'XB-51 è stato proposto per questo concorso assieme all'Avro Canada CF-100 e l'English Electric Canberra; l'XB-51 e Canberra sono risultati i due progetti favoriti.
I voli di prova hanno mostrato che l'XB-51 era molto manovrabile a bassa quota e sostanzialmente più veloce del Canberra e più veloce della maggior parte degli aerei da combattimento dell'epoca. Tuttavia, la vulnerabilità dell'XB-51 era significativamente superiore a quella del Canberra e questo fattore fu decisivo per la sua cancellazione. Inoltre, un fattore di limitazione del carico di soli 3,67 <i id="mwUA">g</i> (36 m/s 2 ) significava che la resistenza strutturale generale della cellula risultava relativamente bassa e avrebbe quindi impedito virate strette a pieno carico. Infine, il carrello principale in configurazione in tandem unito alle ruotine stabilizzatrici dell'XB-51 è stato ritenuto inadatto alla richiesta di poter operare da aeroporti avanzati con piste semipreparate.
Sebbene l'XB-51 non abbia vinto il concorso, fu deciso di affidare alla Martin la costruzione su licenza di 250 aerei Canberra, con la designazione USAF B-57. Il vano bombe rotante di Martin sarebbe stato incorporato nelle varianti di produzione del B-57. È stato anche proposto un "Super Canberra", che avrebbe incorporato altre caratteristiche dell'XB-51, come le ali a freccia ed piani di coda. Questo velivolo, sebbene promettesse velocità e prestazioni migliori rispetto al B-57, non raggiunse nemmeno la fase di prototipo, principalmente perché le numerose modifiche avrebbero richiesto troppo tempo per essere implementate e testate, prima che il velivolo potesse esser messo in produzione.
I voli del prototipo dell'XB-51, S.No. 46-685, sono proseguiti, per scopi di ricerca generale anche dopo l'annullamento ufficiale del progetto da parte dell'USAF.
Un secondo prototipo, il S.No. 46-686, che volò per la prima volta nel 1950, si schiantò il 9 maggio 1952 durante manovre acrobatiche a bassa quota, uccidendo il pilota maggiore Neil H. Lathrop.
Il S.No. 46-685 ha continuato a volare, effettuando anche un'apparizione nel film Soli nell'infinito sotto il nome di caccia "Gilbert XF-120". Il prototipo sopravvissuto era in rotta verso Eglin AFB per girare ulteriori filmati quando si schiantò durante il decollo, dopo una sosta per il rifornimento a El Paso, in Texas, il 25 marzo 1956.

## Specifiche (XB-51)
Template:Aircraft specs
Dati da U.S. Standard Aircraft Characteristics
Caratteristiche generali
- Equipaggio: 2
- Lunghezza: 85 ft 1 in (25.93 m)
- Apertura alare: 53 ft 1 in (16.18 m)
- Altezza: 17 ft 4 in (5.28 m)
- Superficie alare: 548 sq ft (50.9 m2)
- Profilo alare: NACA 63A010[6]
- Peso a vuoto: 30,906 lb (14,019 kg)
- Peso in ordine di volo: 57,874 lb (26,251 kg)
- Peso massimo al decollo: 62,452 lb (28,328 kg)
- Motorizzazione: 3 turboreattori × General Electric J47-GE-13, 5,200 lbf (23 kN) di spinta ognuno

Prestazioni
- Velocità massima: 644 mph (1,036 km/h, 560 kn)
- Raggio d'azione: 1,075 mi (1,730 km, 934 nmi)
- Raggio di trasferimento: 1,444 mi (2,324 km, 1,255 nmi)
- Tangenza di servizio: 41,750 ft (12,730 m)
- Rateo di salita: 6,600 ft/min (34 m/s)
- Carico alare: 105.6 lb/sq ft (516 kg/m2)
- Rapporto spinta/peso: 0.27

Armamento
- Cannoni: 8 cannoni M24 da 20 mm (0.79 in) con 1,280 colpi
- Razzi: 8 razzi HVAR (High Velocity Aerial Rockets) oppure
- Bombe: fino a 10,400 lb (4,720 kg) trasportate internamente